# Dime Box
Dime Box ist ein Census-designated place (CDP) im Lee County im US-Bundesstaat Texas mit 207 Einwohnern (Stand: 2020).

## Geschichte
Zwischen 1869 und 1877 wurde eine Sägemühle im Bereich von Old Dime Box gebaut, einem Weiler etwa fünf Kilometer nördlich des heutigen Ortes. Sie war als Brown’s Mill bekannt. 1874 wurde eine Schule gebaut, die später eine der ersten presbyterianischen Kirchen des Staates wurde, 1877 ein Postamt eingerichtet, das 1883 geschlossen und 1884 erneut geöffnet wurde. Ständige Verwechslungen der Post von Brown’s Mill mit Brownsville führten zur Umbenennung auf den heutigen Namen.
1913 baute die Southern Pacific Railroad eine Eisenbahnstrecke, die südlich des Ortes vorbei führte. Die meisten Anwohner zogen an die Strecke, und die verbleibenden Einwohner nannten ihren Ort nunmehr Old Dime Box. Vor dem Bau der Eisenbahn im Jahr 1904 hatte Dime Box 127 Einwohner. Mit dem Bahnbau setzte Wachstum ein, und im Jahr 1925 wurden 500 Einwohner gezählt. Diese Zahl blieb im gesamten 20. Jahrhundert beständig um 200 bis 300 Bewohner.
Die örtliche Schule, die Dime Box School, wird von 181 Schülern besucht und deckt den Bereich von unter fünf Jahren (pre-kindergarten) bis zur zwölften Klasse ab.

### Name
Vor der Einrichtung eines Postamtes im Jahr 1877 verschickten die Anwohner ihre Briefe, indem sie diesen und eine Zehn-Cent-Münze, in der amerikanischen Umgangssprache "Dime" genannt, in einem Kasten im Büro der Mühle deponierten. Nachdem es nach der Einrichtung eines Postamtes zu ständigen Verwechslungen mit ähnlich heißenden Orten gekommen war, wurden Amt und Ort in Dime Box umbenannt.

## Geographie
Dime Box liegt auf 30° 21' 23.76" Nord und 96° 49' 20.92"West in einer Höhe von 116 Metern (381 Fuß) zwischen dem etwa 100 km entfernten Austin im Westen und dem Brazos River im Osten in etwa 80 km Entfernung. Es hat eine Fläche von 1,9 km².

## Klima
Dime Box hat gemäß der Köppen–Geiger–Klassifikation ein feuchtes, subtropisches Cfa-Klima. Der jährliche Niederschlag beträgt 955 mm und fällt an durchschnittlich 64 Tagen im Jahr. Frost ist nicht ungewöhnlich, im Jahr fällt durchschnittlich 1,5 cm Schnee.

## Demographische Daten
Laut der Volkszählung von 2020 verteilten sich die damaligen Einwohner auf 63 Haushalte. In 2,1 % der Haushalte war Englisch nicht die Umgangssprache. Das Median-Alter der Bevölkerung betrug 39 Jahre, 8,5 % waren mindestens 65 Jahre alt. Zu einer Familie gehörten durchschnittlich 4,76 Personen. 56 % der Bevölkerung bezeichneten sich als Weiße, 13 % als Afroamerikaner, 13 % gaben die Angehörigkeit zu einer anderen Ethnie und 17 % zu mehreren Ethnien an. Das Median-Jahreseinkommen pro Haushalt lag bei 130,903 USD.